# 鮑幼玉
鮑幼玉（1924年8月15日—2004年12月23日），藝術教育家。浙江鄞縣人。
鮑幼玉畢業於国立中央大学政治系學士。曾任中華民國教育部國際文化處處長、國立中央圖書館編纂及代館長、國立藝術學院院長（臺北藝術大學創校校長）等職。